# Spoorlijn Aubigny-au-Bac - Somain
De spoorlijn Aubigny-au-Bac - Somain was een Franse spoorlijn die Aubigny-au-Bac via Monchecourt met Somain verbond. Thans is alleen het gedeelte tussen Aniche en Somain in gebruik voor goederenverkeer, de rest van de lijn is opgebroken. De oorspronkelijke lijn was 14,6 km lang en had als lijnnummer 258 000.

## Geschiedenis

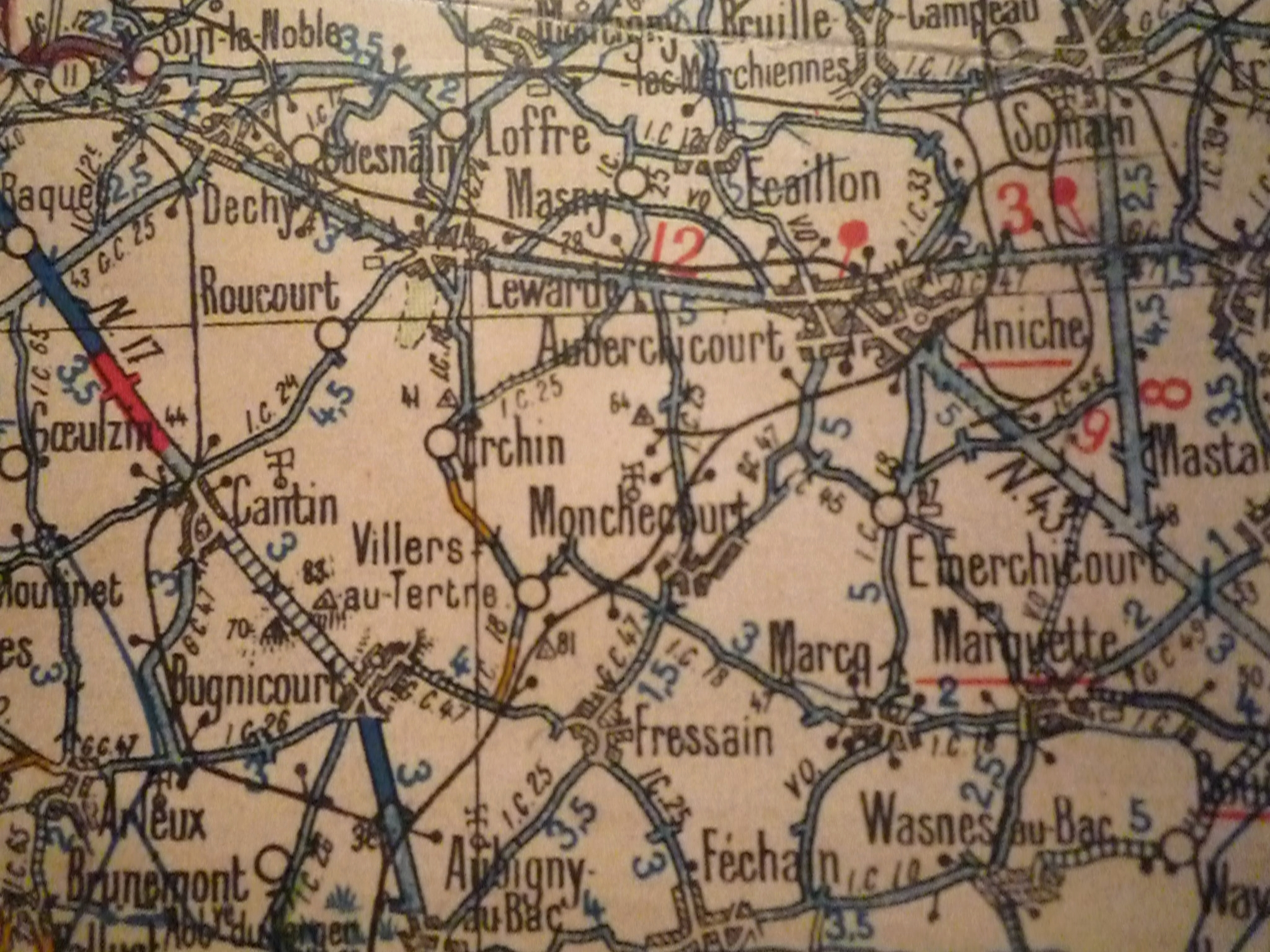
Tracé van de lijn rond 1920

De lijn werd geopend op 15 juni 1882 door de Compagnie de chemin de fer de Picardie et Flandres. Reizigersverkeer werd opgeheven op 3 juli 1939. In 1942 werd het gedeelte tussen Aubigny-au-Bac en Monchecourt gesloten. De rest van de lijn werd tussen 1956 en 2012 gesloten. Tussen Aniche en Somain is de lijn bog aanwezig, de rest is opgebroken.

## Aansluitingen
In de volgende plaatsen is of was er een aansluiting op de volgende spoorlijnen:
Aubigny-au-Bac
RFN 259 000, spoorlijn tussen Saint-Just-en-Chaussée en Douai
Azincourt
lijn tussen Azincourt en Denain
Somain
RFN 250 000, spoorlijn tussen Busigny en Somain
RFN 262 000, spoorlijn tussen Douai en Blanc-Misseron
RFN 268 000, spoorlijn tussen Somain en Halluin
lijn tussen Somain en Sin-le-Noble
lijn tussen Somain en Vieux-Condé
lijn tussen Somain en Waziers

## Elektrische tractie
Het gedeelte tussen Azincourt en Somain werd in 1957 geëlektrificeerd met een spanning van 25.000 volt 50 Hz. In 1980 werd de bovenleiding op het gedeelte tussen Azincourt en Aniche weer verwijderd. In 2006 werd ook het gedeelte tussen Aniche en Somain gedeëlektrificeerd.